# Schweb
Schweb(e), auch Flusstrübe, bezeichnet eine natürliche Suspension. Sie besteht aus dem Wasser eines stehenden oder fließenden Gewässers sowie den darin schwebenden Teilchen geringer Korngröße, der Schwebfracht, die das Wasser eintrübt.
Im Bodensee liegt dieser Bereich bei etwa 150 Metern Tiefe, während der über 200 Meter tiefe Graben im Obersee Tiefer Schweb genannt wird.